# Osman Larussi
Osman Larussi var en algerisk britisk terrorist der i 2004 var med under terrorangrebet mod en skole i Beslan – en by i Nordossetien i det sydlige Rusland – hvor 334 civile blev dræbt, herunder 186 børn. Osman Larussi blev selv dræbt af russiske sikkerhedsstyrker under den afsluttende storm på skolen.
Osman Larussi var i 2001 kommet til Nordossetien fra London over Tjetjenien. Han var en af to algeriske terrorister der deltog i angrebet. Både Osman Larussi og den anden Yacine Benalia havde været flittige brugere af den berygtede islamiske moske i Finsbury Park. En tredje algerier, Kamel Rabat Bouralha, havde være involveret i planlægningen af angrebet,